# Toro y Moi

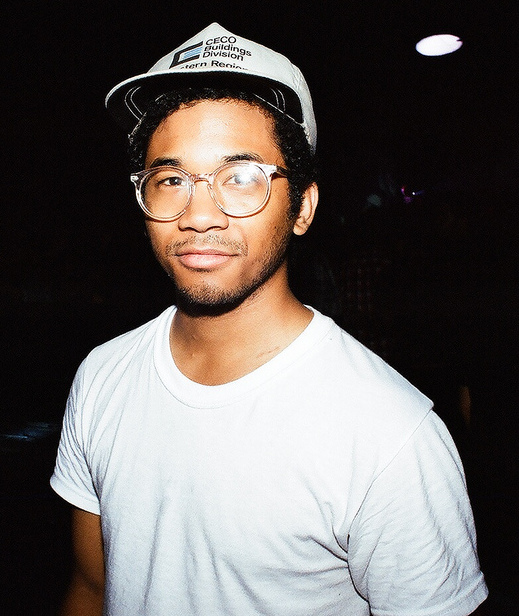
Toro Y Moi (2010)

Chaz Bear (* 7. November 1986 als Chaz Bundick), besser bekannt als Toro y Moi ist ein US-amerikanischer „Chillwave“-Musiker.

## Leben
Chaz Bundick wurde in Columbia, South Carolina geboren, wo er die Ridge View High School besuchte, er formte dort mit drei Mitschülern die Indie-Rock-Band The Heist and the Accomplice.

## Musik
Seine Musik hat viele verschiedene Einflüsse, doch er wird oft mit dem Genre Chillwave in Verbindung gebracht. Er ist bekannt dafür, dass er von Album zu Album seinen Stil verändert und weiterentwickelt. Neben Electronic und Dance reicht seine Bandbreite von Indie-Pop über Alternative Rock bis zu Alternative R&B.
„Toro y Moi“ ist ein mehrsprachiger Ausdruck, bestehend aus dem spanischen Wort toro ('Bulle'), y (spanisch: 'und') und moi, was im Französischen 'ich' bedeutet.

## Diskografie

### Alben
| Jahr | Titel               | Höchstplatzierung, Gesamtwochen, AuszeichnungChartsChartplatzierungen (Jahr, Titel, Platzierungen, Wochen, Auszeichnungen, Anmerkungen) | Anmerkungen |
| Jahr | Titel               | US | Anmerkungen |
| ---- | ------------------- | --- | ----------- |
| 2011 | Underneath the Pine | US186 (1 Wo.)US |             |
| 2013 | Anything in Return  | US60 (2 Wo.)US |             |
| 2015 | What For?           | US123 (1 Wo.)US |             |
| 2017 | Boo Boo             | US136 (1 Wo.)US |             |
| 2019 | Outer Peace         | US114 (1 Wo.)US |             |
| 2022 | Mahal               | US167 (1 Wo.)US |             |

Weitere Alben
- 2010: Causers of This
- 2012: June 2009
- 2014: Michael (als Les Sins)
- 2016: Live from Trona
- 2019: Soul Trash
- 2020: Inclusion für die Meditationsapp Calm
- 2020: Causers of This (Instrumentals)
- 2021: Underneath the Pine (Instrumentals)

### EPs
- 2009: Left Alone At Night
- 2011: Freaking Out
- 2015: Spotify Sessions
- 2018: Toro Y Rome Vol. 1

### Singles
- 2011: I Will Talk to You
- 2012: So Many Details
- 2013: Lyin’, Pt. 1-4
- 2015: Buffalo
- 2016: Grown Up Calls (Live)
- 2017: Omaha
- 2018: Freelance
- 2018: Ordinary Pleasure
- 2020: The Difference (Flume feat. Toro y Moi, UK: Silber)[4]
- 2021: Ordinary Guy (feat. The Mattson 2)